# 哥伦比亚国际学院
哥伦比亚国际学院（Columbia International College）始建于1979年，是加拿大规模最大、学生人数最多的寄宿制私立中学暨预科学校。该学院位于安大略省汉密尔顿市（Hamilton），在安大略省教育厅注册，是安大略省独立学校协会（ISAO）成员。学院有来自全球70多个国家的1,800多名学生。

## 学校历史

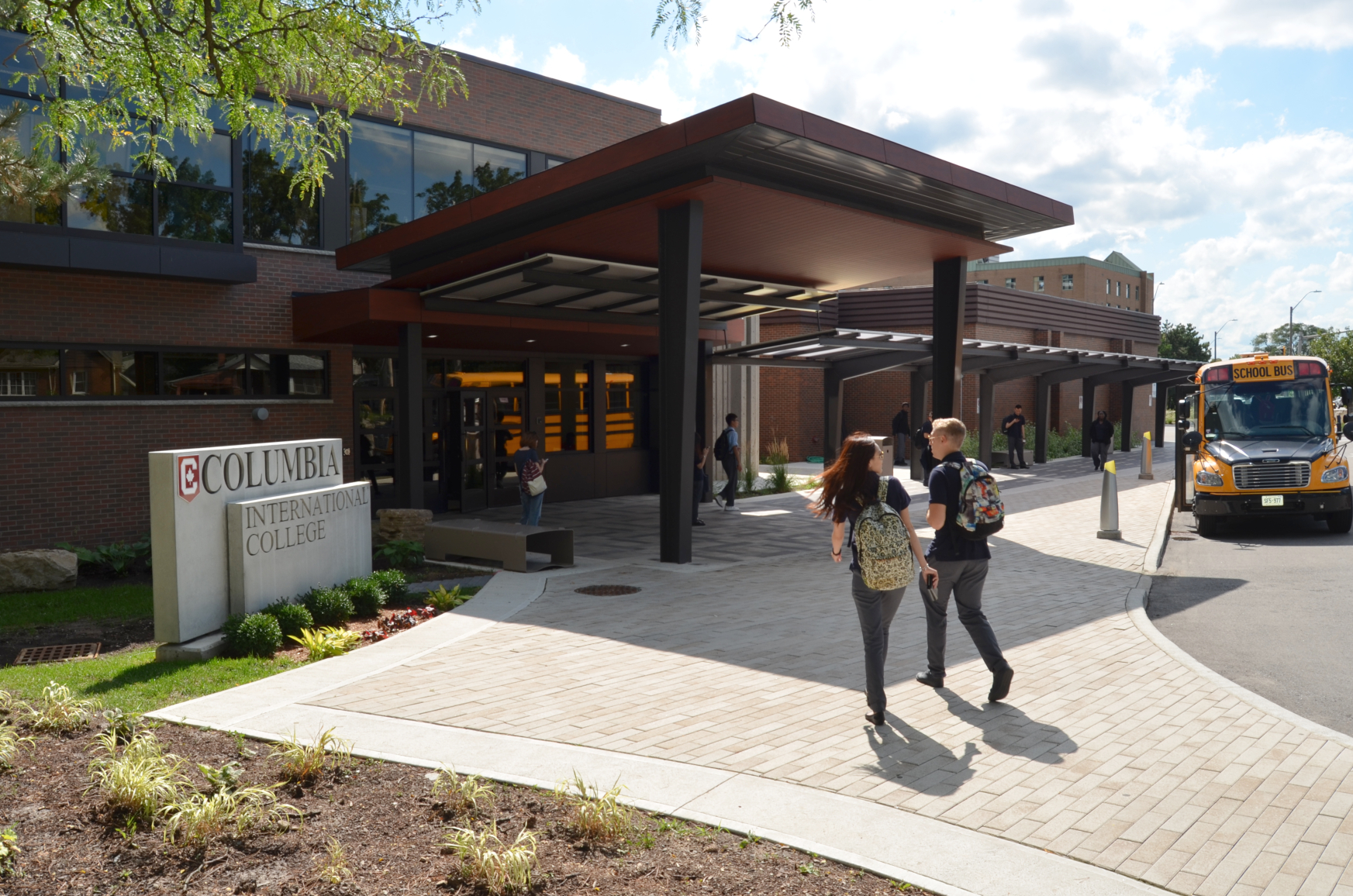
Ainsliewood 教学楼

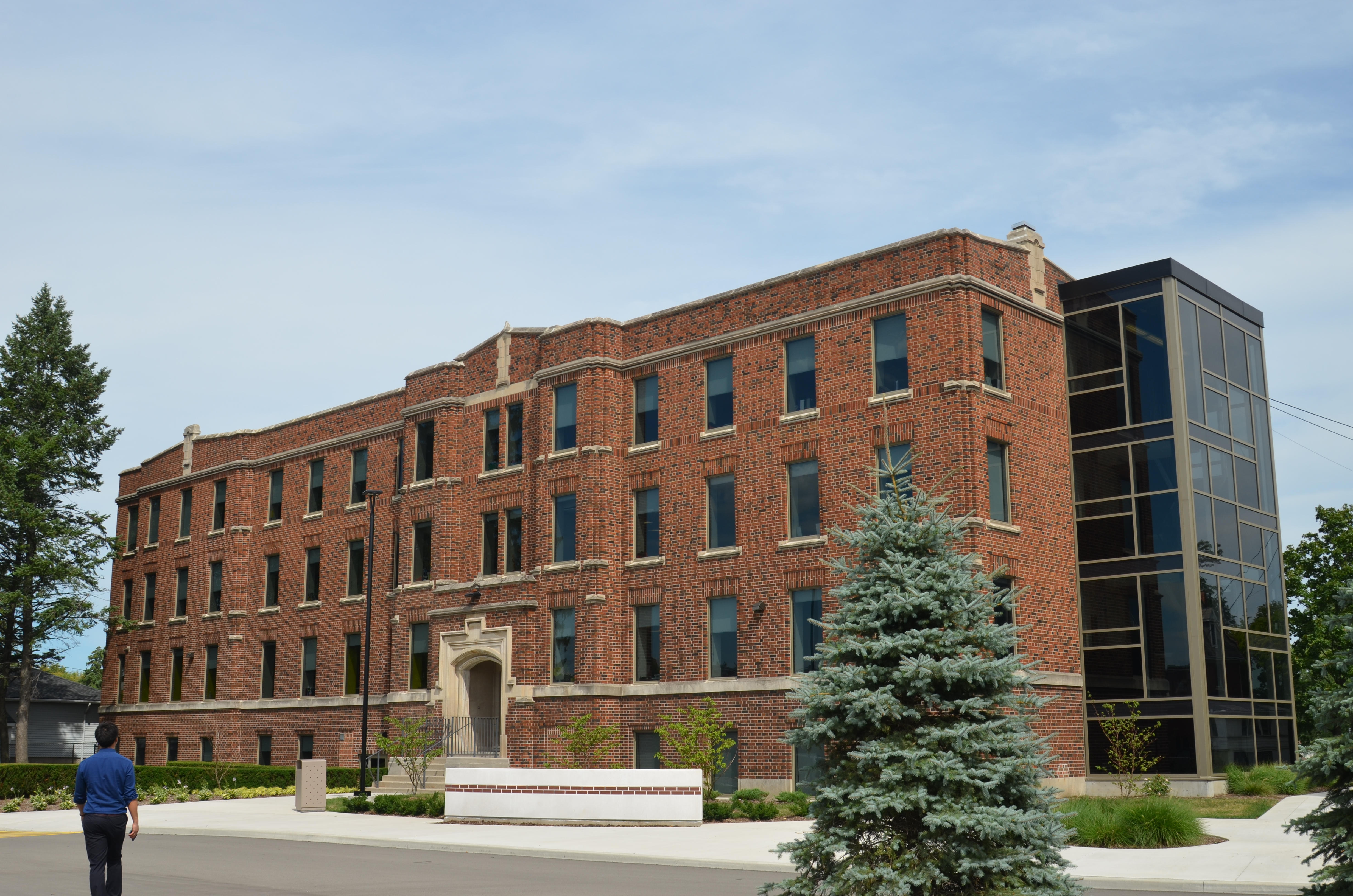
Cedar教学楼

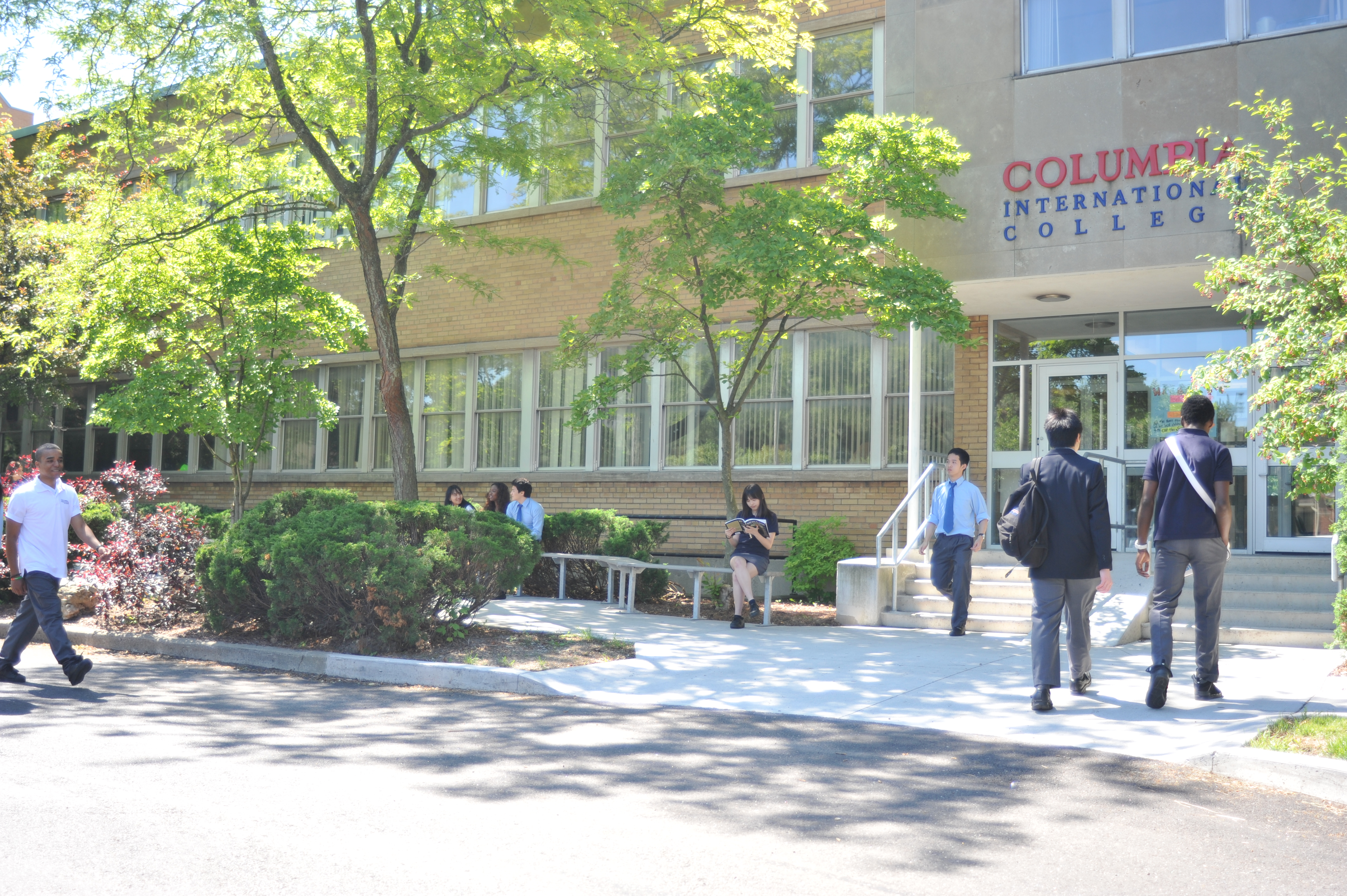
Maple 教学楼

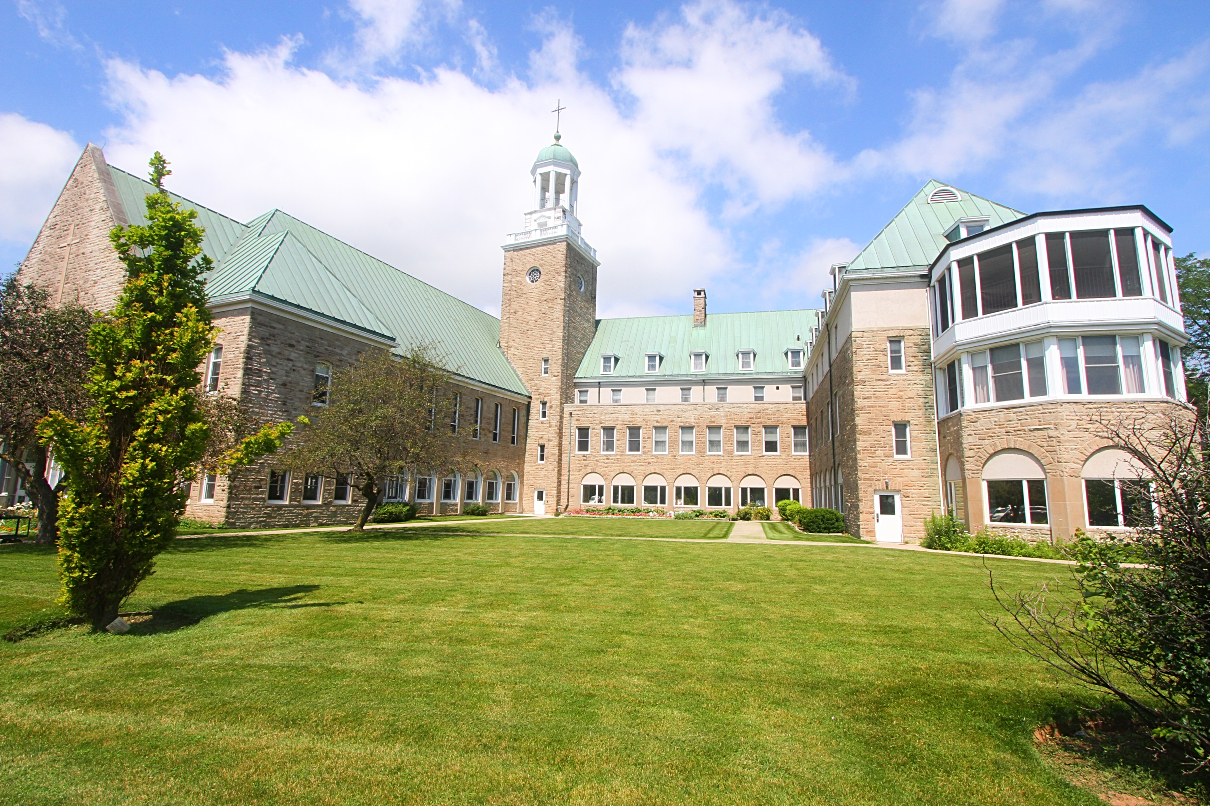
Northcliff校区

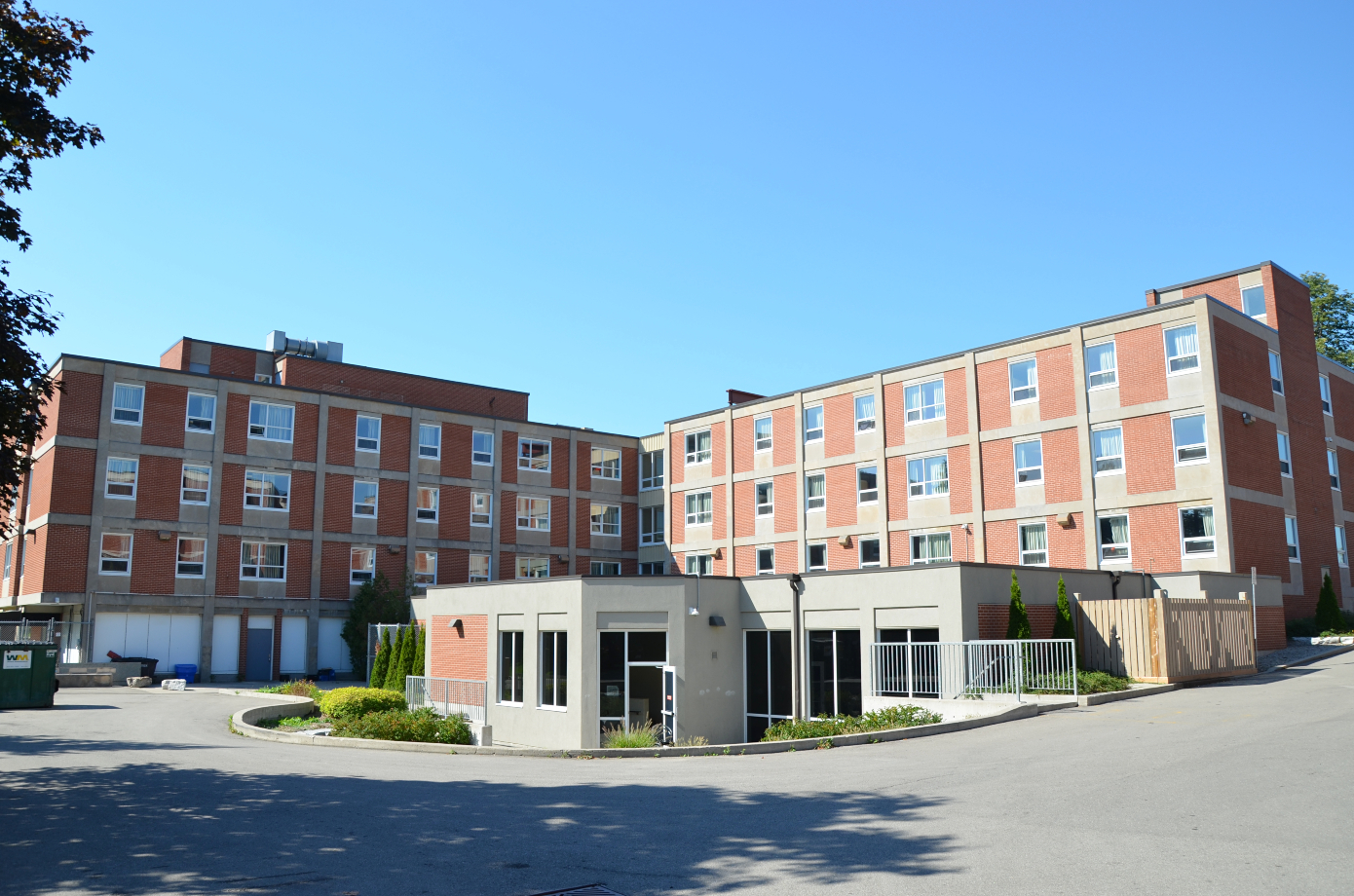
Pine Boys男生宿舍

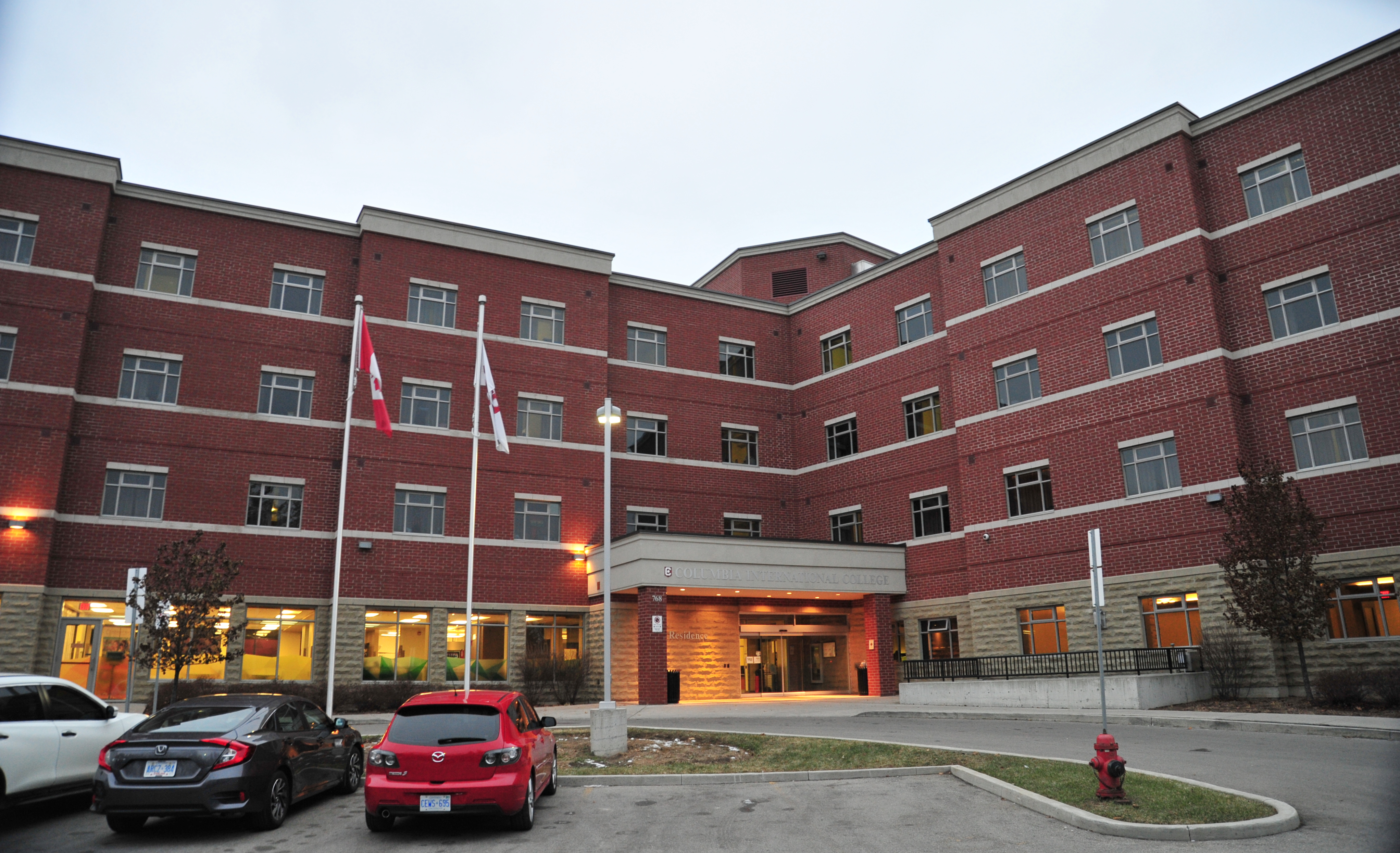
Pine Girls女生宿舍楼

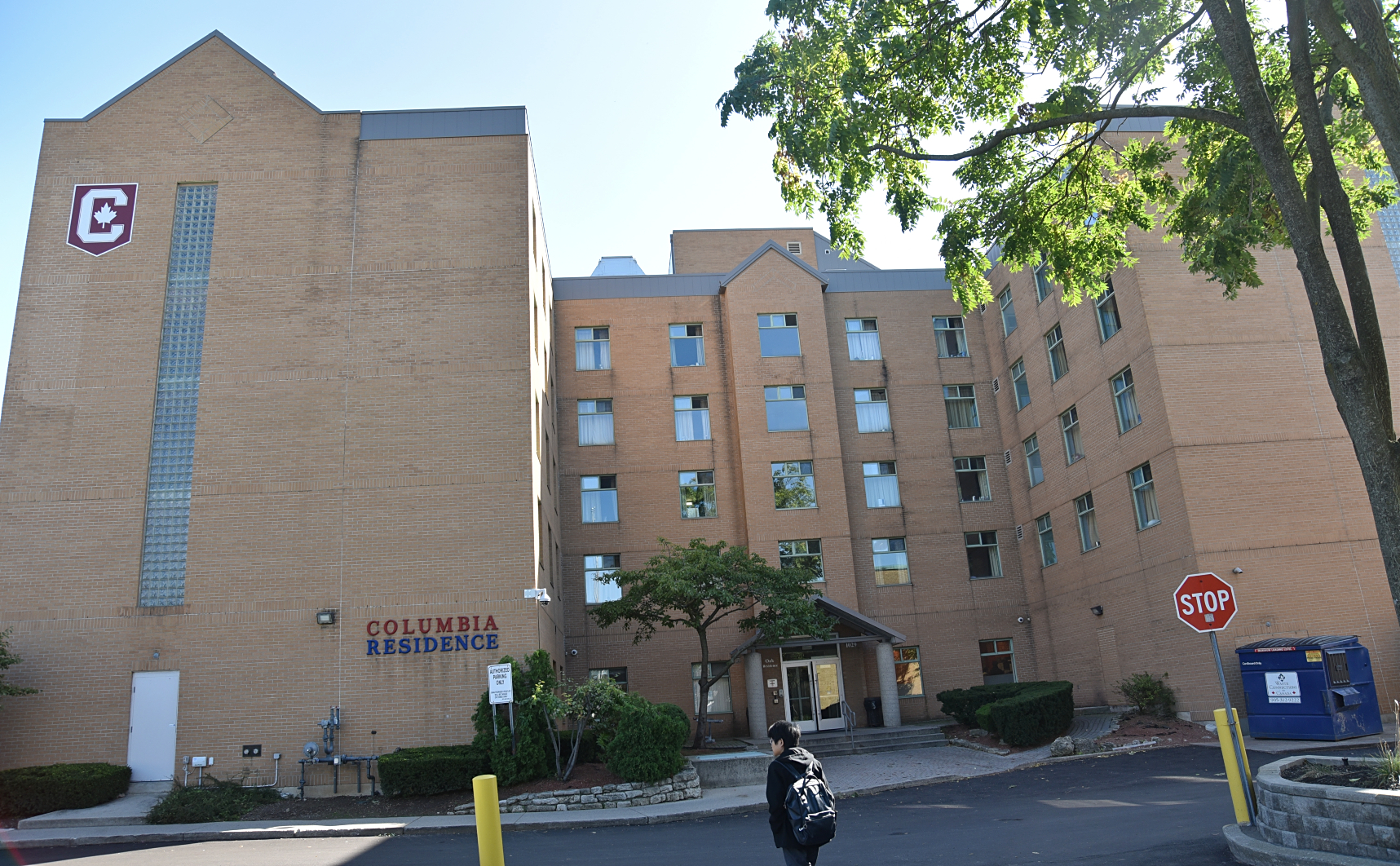
Oak Hall男生宿舍

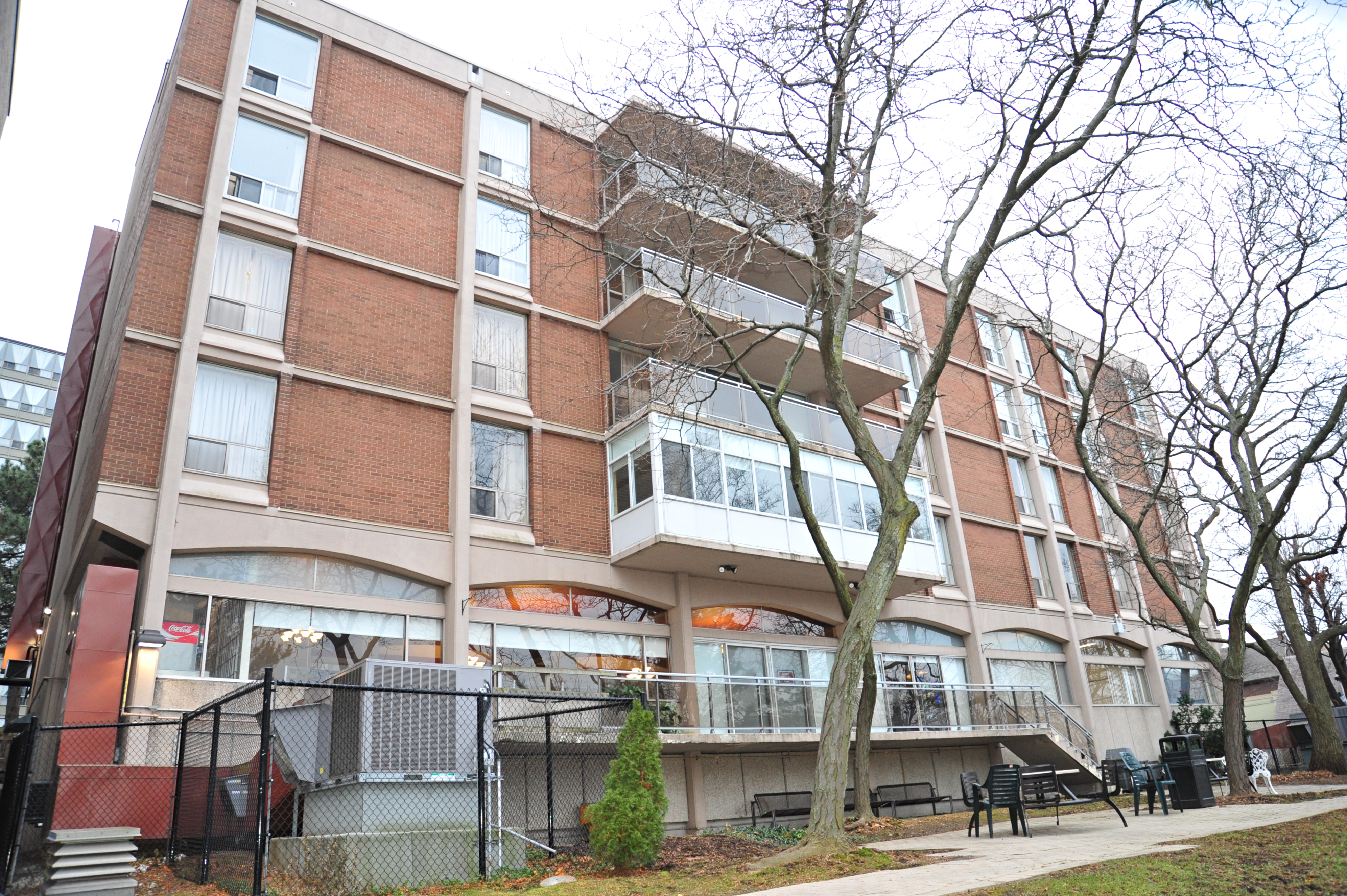
Arkledun男生宿舍

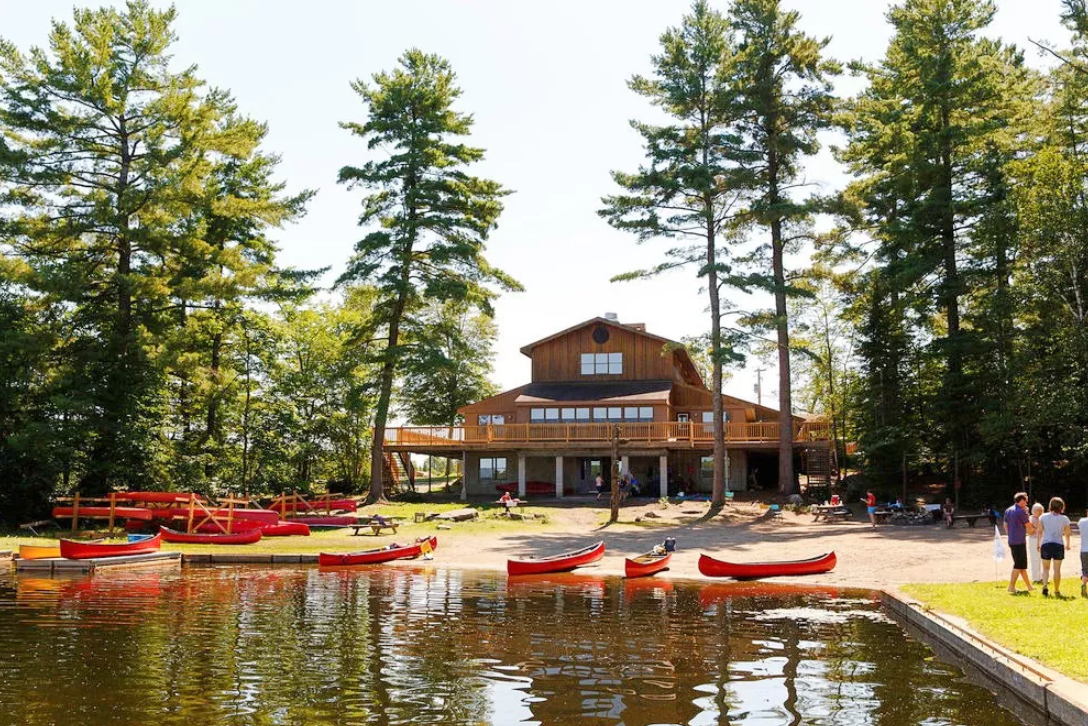
柏丽湖领袖训练中心

- 1979，哥伦比亚中学成立，校址位于Mohawk Road West。当时学校仅有6间教室，提供大学预科与ESL强化课程。
- 1981年，学生人数增加至300人，哥伦比亚中学迁至1029 Main Street West。
- 1991年，哥伦比亚中学正式更名为哥伦比亚国际学院。
- 2000年，哥伦比亚国际学院搬迁至位于1003 Main Street West的Ainsliewood校园。
- 2012年，全新的Pine女生宿舍、Ainsliewood教学楼及操场扩建等项目竣工。
- 2018年，收购The Sisters of St. Joseph Covent，拟改建为学生宿舍及教学楼。
- 2019年，与位于纽约长岛的私校诺克斯学校（The Knox School）签署合作协议。

### 提供课程
哥伦比亚国际学院主要提供安大略省七年级到十二年级等课程，包括：
- 大学先修课程 (AP)
- 大学预科班（Pre-University）
- 高中 (Grades 9 - 12)
- 初中 (Grades 7 - 8)
- 托福（TOEFL）、雅思（IELTS）、SAT考试强化
- ESL(以英语为第二语言或外语)强化
- ESL夏令营

每年6次入学，分别在1月、3月、6月、7月、8月与10月。。

### 大学联盟
与哥伦比亚国际学院签订录取协议的大学包括（字母排序）：
- 阿尔伯塔大学 （University of Alberta）
- 布鲁克大学 （Brock University）
- 麦克马斯特大学 （McMaster University）
- 纽约州立大学 （State University of New York）
- 安大略理工大学 （Ontario Tech University）
- 多伦多大学密西沙加分校 （University of Toronto Mississauga）
- 滑铁卢大学 （University of Waterloo）
- 西安大略大学 （University of Western Ontario）

### 师资力量
现有教职员工370人，40%的教师具有硕士或博士学位。

### 托福雅思官方考试中心
哥伦比亚国际学院是以下机构的官方考试中心：
- iBT 托福 (Princeton University ETS 考试中心)
- IELTS 雅思 
- The Michigan English Language Assessment Battery (MELAB考试)
- Canadian Academic English Language Assessment (CAEL考试)
- Secondary School Admissions Test (SSAT考试)
- Advanced Placement Examinations(AP考试)